# Frankie Valli
Frankie Valli (født 3. maj 1934) er en popsanger fra USA. Han er medlem af gruppen "The Four Seasons". Han medvirker bl.a. på soundtracket til filmen Grease.
Frankie Valli købte i 1979 af boet efter Elvis Presley en stor 1-plans villa beliggende på adressen Chino Canyon Road nr. 825 i Palm Springs, Californien. Huset blev bygget af Elvis i 1965 og rummede 15 værelser, eget lydstudie og swimmingpool.

## Diskografi
- 25th Anniversary Collection (1962)
- The very best of frankie valli (1974)
- Valli (1976)
- Rarities vol 1 (1990)
- Rarities vol 2 (1990)